# Sander de Heer (dj)
Sander de Heer (Maastricht, 1 maart 1975) is een Nederlands radio-dj en podcastmaker. Hij verwierf bekendheid als presentator op NPO Radio 2, waar hij zeven jaar de dagelijkse ochtendshow De Heer Ontwaakt! presenteerde.

## Biografie
Sander de Heer begon op 14-jarige leeftijd met het presenteren van de Vlaamse Top 50 op Arcan Radio, een lokaal Belgisch radiostation. Toen hij achttien was, begon hij in Utrecht aan de studie communicatie. In die periode werkte hij bij Optimaal FM, een lokale omroep te Maartensdijk. Tijdens deze studieperiode werkte hij bij Radio 538 als producer om zodoende zijn studie te kunnen bekostigen. Hier werd hij onder andere producer van Ruud de Wild in The Jungle en Wild in het Weekend, als Sander de Heer van het nieuws en verkeer.
Op het moment dat de Wild overstapte van Radio 538 naar BNN 3FM, bleef De Heer bij 538 als sidekick en later als presentator van de ochtendshow. In augustus 2000 maakte hij de overstap naar BNN op 3FM. Hij werd niet alleen een van de sidekicks bij Ruuddewild.nl, maar ging er zelf programma's presenteren: De Heer zij met U, Het Huis Van De Heer, Alle 40 goed en Het platenpaleis. Ook presenteerde hij op Radio 1 het reisprogramma Weg met BNN als opvolger van Ramon Stoppelenburg. In 2005 deed De Heer mee aan het AVRO-televisieprogramma Wie is de Mol? Hij was tussen 25 februari 2008 en 2 oktober 2015 voor BNNVARA op NPO Radio 2 te horen met het ochtendprogramma De Heer Ontwaakt!, van 06.00 tot 09.00 uur. Vanaf 5 oktober 2015 werd zijn plek ingenomen door Gerard Ekdoms ochtendshow Ekdom in de Ochtend. Dit omdat de luistercijfers niet het gewenste effect hadden dat de NPO en BNNVARA samen hadden gehoopt om te halen. 
De Heer was een tijd lang niet te horen op de radio, maar in januari 2016 keerde hij terug om samen met Yora Rienstra een programma te maken. Eind december 2016, toen bleek dat hij in de nieuwe programmering niet voorkwam, zwaaide hij af als dj bij NPO Radio 2. Hij bleef nog wel actief achter de schermen, maar in juli 2017 stapte hij over naar Qmusic als regisseur van de ochtendshow. Sinds 20 augustus 2018 was hij opnieuw te horen op de radio en presenteerde hij tot 20 november 2019 de ochtendshow op Sublime FM.
Sinds 2020 is hij via zijn eigen bedrijf als podcastmaker actief. Voor het AD maakt hij de Veertigers podcast, geeft podcast workshops en maakt podcasts voor verschillende organisaties.

## Trivia
- Op 12 mei 2010 speelde De Heer een gastrol in Onderweg naar Morgen. Hij speelde een patiënt met de naam Marnix Klein, dezelfde naam als het personage dat acteur Sander de Heer speelde.
- De Heer heeft een dochter en een zoon.

Huidige: · Annemieke Schollaardt · Bart Arens · Carolien Borgers · Evelien de Bruijn · Corné Klijn · Daniël Lippens · Desiree van der Heiden · Dolf Jansen · Eddy Keur · Emmely de Wilt · Evert Duipmans · Jan-Willem Roodbeen · Jeroen Kijk in de Vegte · Jeroen van Inkel · Leo Blokhuis · Martine ten Klooster · Morad El Ouakili · Paul Rabbering · Ruud de Wild · Shay Kreuger ·Tannaz Hajeby · Thomas Hekker · Willemijn Veenhoven
Voormalige: Alfred van de Wege · Andrew Makkinga · Bert Haandrikman · Bert Kranenbarg · Cees van Zijtveld · Cielke Sijben · Daniël Dekker · Edwin Diergaarde · Felix Meurders · Ferry Maat · Frank du Mosch · Frits Sissing · Frits Spits · Gerard Ekdom · Giel Beelen · Gijs Staverman · Hans Schiffers · Henk van Steeg · Jan Paul Grootentraast · Jasper de Vries · Jeanne Kooijmans · Jeroen Mulder · Jetske van Staa · Jurgen van den Berg · Karel van Cooten · Kasper Kooij · Kimberley Dekker · Malou Holshuijsen · Marc Adriani · Marisa Heutink · Mart Smeets · Miranda van Holland · One'sy Muller · Peter Schuiten · Peter van Bruggen · Rick van Velthuysen · Rob Stenders · Roeland van Zeijst · Ron Stoeltie · Rutger Radstaake · Ruud Hermans · Sander de Heer · Sander Guis · Sara Kroos · Simone Walraven · Ted de Braak · Thijs Maalderink · Thomas van Vliet · Timur Perlin · Toine van Peperstraten · Tom Mulder · Will Luikinga · Yora Rienstra· Wouter van der Goes· Frank van 't Hof · Stefan Stasse  ·